# オーストラリアン・ケルピー
オーストラリアン・ケルピー（英：Australian Kelpie）とは、オーストラリア原産の牧羊犬種である。オーストラリアでは非常にポピュラーな犬種で、原産国では毎年10万頭以上の登録があるほどの人気犬種である。犬種名の「ケルピー」というのはスコットランドに伝わる、怪しくも美しい馬の幻獣、ケルピーから取って名付けられた、本犬種の基礎犬の名前に由来している。
なお、兄弟種としてサイズが大きくがっしりとした体つきでジェット・ブラックの毛色を持つオーストラリアン・バーブという犬種も存在する。

## 歴史
19世紀頃にスコットランドからオーストラリアへ旅立った移民がつれてきたスムース・コリーがオーストラリアン・ケルピーの始まりであるといわれている。この雌のスムース・コリーと雄のディンゴの交配によって生まれた「ケルピー1世」という雌犬は牧羊犬として非常に優れた犬であったため、婿として雄のスムース・コリーを贈られて子供を儲け、それによって生まれた仔犬のうち1頭はケルピー1世によく似た容姿で、母に負け劣らない実力の持ち主であった。そのため、この雌犬は「ケルピー2世」と名付けられ、この能力を常持する優れた犬種を作るための基礎犬として使われる事になった。
そうしてケルピー2世を他犬種と交配させ、その仔犬たちに改良を加えて作出されたのがこのオーストラリアン・ケルピーである。基礎になったケルピー2世の優れた牧羊能力を受け継ぎつつ、更に丈夫で体力のある犬種として仕上がり、オーストラリア中で広く牧羊犬として使われるようになった。
このようにオーストラリアで大人気の犬種であるが、日本でも安定した人気を誇っていて、毎年国内登録がある。2009年度は珍しく登録が無かったが、日本国内にもブリーダーが多く存在しているため、2010年度には再び登録が行われる可能性が高い。尚、ブリーダーやペットショップでは11～20万円程度の値段で販売が行われており、入手が可能である。

## 特徴
姿はスムース・コリーとディンゴを足して二で割ったような容姿であるが、それらよりも小型で脚はやや長い。引き締まったコンパクトなボディで、三角の立ち耳と長い垂れ尾を持つ。コートはなめらかなスムースコートで、毛色はブラック、チョコ、イザベラ（栗毛色）の地にタンのマーキングがあるものである。又、胸などにホワイトのパッチが入るものも良いとされている。体高43～51cm、体重11.5～21kgの中型犬で、性格は普段は非常に大人しく吠える事を嫌うが、警戒心が強いため見知らぬ人に対しては吠えることがある。牧羊犬として使役される時や主人家族と遊ぶときは非常に活発になり、仕事をこなす事や遊ぶ事を生きがいとする犬種である。

## 参考
- 『犬のカタログ2004』（学研）中島眞理 監督･写真
- 『日本と世界の愛犬図鑑2007』（辰巳出版）佐草一優監修
- 『デズモンド・モリスの犬種事典』（誠文堂新光社）デズモンド・モリス著書、福山英也、大木卓訳 誠文堂新光社、2007年
- 『日本と世界の愛犬図鑑2009』（辰巳出版）藤原尚太郎編･著
- 『Hey dogs Retrieved 2009-11-6』